# Le Pain dur
Le Pain dur est une pièce de théâtre en trois actes de Paul Claudel, parue en 1918. C'est la seconde pièce de La Trilogie des Coûfontaine.
Elle a été créée en tournée en Suisse et au Canada par Ludmilla Pitoëff entre 1941 et 1943.

## Mises en scène
- 1949 : André Barsacq, Théâtre de l'Atelier
- 1959 : Guy Parigot, Comédie de l'Ouest
- 1962 : Bernard Jenny, Théâtre du Vieux-Colombier
- 1969 : Jean-Marie Serreau, Comédie-Française
- 1992 : Claude Yersin, Nouveau théâtre d'Angers
- 1995 : Marcel Maréchal, Théâtre du Rond-Point
- 2000 : Frédéric Dussenne, Théâtre des Martyrs (Bruxelles)
- 2000 : Dag Jeanneret
- 2002 : Bernard Sobel, Théâtre de Gennevilliers
- 2003 : Nicole Gros, Théâtre du Nord-Ouest
- 2010 : Agathe Alexis et Alain Alexis Barsacq, Théâtre de l'Atalante
- 2017 : Juliette Bridier et Olivier Bruaux, Théâtre du Nord-Ouest
- 2018 : Juliette Bridier et Olivier Bruaux, Espace Roseau (Festival Avignon off)